# Rajmund Skórzewski

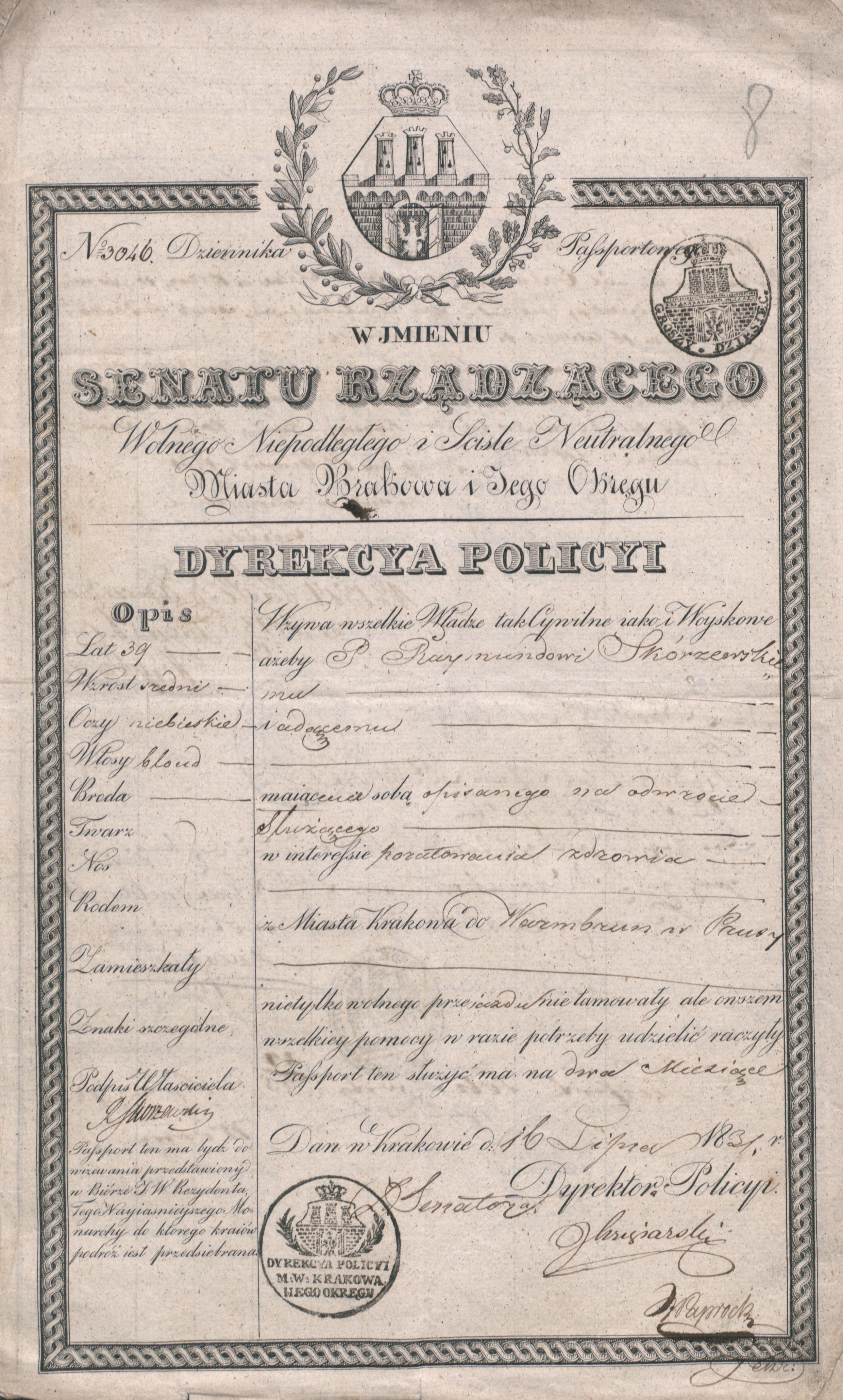
Paszport wystawiony przez władze miasta Krakowa dla Rajmunda Skórzewskiego ze zbiorów Archiwum Państwowego w Poznaniu

Rajmund Józef Jan hrabia Skórzewski herbu Drogosław (ur. 31 sierpnia 1791 w Nekli, zm. 15 września 1859 w Buczu) – właściciel dóbr nekielskich i czerniejewskich, twórca Ordynacji Skórzewskich na Czerniejewie-Radomicach.

## Życiorys
Urodził się jako najstarszy syn Józefa Skórzewskiego i Heleny z Lipskich herbu Grabie.
Ożenił się z Marianną Lipską, córką Józefa Lipskiego, swoją kuzynką. Przyczynił się do rozwoju dóbr nekielskiej i czerniejewskiej. W lesie pod Neklą założył nowy folwark, który nazwał od swojego imienia Rajmundowem. Brał aktywny udział w Wiośnie Ludów 1848, organizując komitet narodowy w Czerniejewie.
W 1840 podczas  koronacji  Fryderyka  Wilhelma  IV w Berlinie uzyskał pruski tytuł hrabiowski, który dziedziczony był według zasady pierworództwa. Od 1846 tworzył ordynację rodową Skórzewskich na Czeszewie-Radomicach, którą mieli dziedziczyć męscy potomkowie na zasadzie primogenitury. Podpisanie fidei commisum (w wiarygodne ręce oddaję – zapis powierzania majątku) nastąpiło w 1855. Od 1869 każdemu ordynatowi przysługiwało miejsce w Pruskiej Izbie Panów. 
Zmarł 15 września 1859 w Buczu, a pochowany został w Czerniejewie.